# Žizdra (fiume)
La Žizdra (in russo Жи́здра?) è un fiume della Russia europea, affluente di sinistra dell'Oka, nel quale sfocia nei pressi della cittadina di Peremyšl'. Il suo corso è per la maggior parte compreso nel territorio dell'Oblast' di Kaluga, una piccola sezione passa attraverso il territorio dell'Oblast' di Tula.
Il fiume ha origine in una zona paludosa a nord del villaggio di Zabolot'e (10 km a est della città di Ljudinovo). Scorre nella zona del Rialto centrale russo, toccando le città di Žizdra e Kozel'sk. Nella metà superiore la direzione generale della corrente è verso est, nella metà inferiore scorre verso nord-est. Il fiume ha una lunghezza di 223 km. L'area del suo bacino è di 9 170 km².
I maggiori affluenti sono: Resseta (lungo 123 km) e Vytebet' (133 km) provenienti dalla destra idrografica, Serëna (108 km) dalla sinistra.
Il fiume è gelato, mediamente, da fine novembre ai primi di aprile.